# Миробудицы
Миробудицы — деревня в Валдайском районе Новгородской области. Входит в состав Ивантеевского сельского поселения.

## География
Деревня расположена недалеко от районного центра — Валдая.

### Часовой пояс
Деревня Миробудицы как и вся Новгородская область, находится в часовой зоне МСК (московское время). Смещение применяемого времени относительно UTC составляет +3:00.

## История
Решением Новгородского облисполкома от 30 декабря 1956 г.  № 857 в Валдайском районе был  образован   Ивантеевский  сельсовет, куда вошла деревня Миробудицы. 
Снята с регистрации решением облисполкома 26.12.1977 № 581

## Население
| 2010 |
| ---- |
| 7    |